# Station Studzionka
Station Studzionka is een spoorwegstation in de Poolse plaats Studzionka.